# Сарактаська селищна рада
Саракта́ська селищна рада (рос. Саракташский поселковый совет) — сільське поселення у складі Сарактаського району Оренбурзької області Росії.
Адміністративний центр та єдиний населений  — селище Саракташ.

## Населення
Населення — 17150 осіб (2019; 17235 в 2010, 17510 у 2002).